# PENN 15
PENN 15 (auch 15 Penn Plaza und Vornado Tower) ist ein projektiertes Bürohochhaus an der Penn Plaza in Manhattan, New York City. Der Wolkenkratzer mit einer geplanten Höhe von 304,8 Metern soll auf dem Grundstück des bis 2023 abgerissenen Hotels Pennsylvania entstehen, aber ein sowohl in den 2010er als auch den 2020er Jahren mehrfach angekündigter Baubeginn wurde wiederholt aufgeschoben.

## Beschreibung
PENN 15 soll an der Seventh Avenue zwischen der West 32nd und West 33rd Street gegenüber dem Bahnhof Penn Station in Midtown Manhattan gebaut werden und die Adresse „15 Penn Plaza“ tragen. Bauherr des 304,8 m (1000 Fuß) hohen und 50 Etagen zählenden, vom Architekten Rafael Viñoly und vom Architekturbüro Foster + Partners entworfenen Wolkenkratzers ist die Immobilienfirma Vornado Realty Trust. Anfangs waren eine Höhe von 387 m mit 61 Stockwerken und später etwas reduziert eine Höhe von 366 m mit 56 Stockwerken geplant. Der Büroturm war das Kernstück eines Masterplans, der eine Neugestaltung für das 69 Hektar große Penn District unter anderem mit fünf neuen Hochhäusern vorsah. Dieser Masterplan stand in Zusammenhang mit einem Umbau der Penn Station, aber die beiden Projektbestandteile wurden im Jahr 2023 durch den Bundesstaat New York als Eigentümer des Bahnhofs voneinander getrennt. Die Bauherren streben bei der Nachhaltigkeit die Zertifizierungen LEEDv4 Platin, WELL Platinum und Fitwel Three Star an.

## Geschichte
2009 wurde der Öffentlichkeit das Projekt erstmals vorgestellt. Es sah vor, an Stelle des Hotels Pennsylvania ein 365 Meter hohes Bürogebäude zu errichten. Im Sommer 2010 wurde die angepeilte Höhe auf 370,6 Meter korrigiert; damit wäre das Gebäude lediglich zehn Meter kleiner als das Empire State Building und eines der höchsten Gebäude in New York City geworden. Auf den unteren fünf Etagen sollten Geschäfte und Restaurants angesiedelt werden, darüber auf 122.000 Quadratmetern Büros, zudem sind 430 Apartments vorgesehen. Die Fertigstellung war für das Jahr 2015 geplant. Im Juli 2010 wurde die offizielle Genehmigung zum Bau erteilt. Diese war jedoch umstritten, da die Eigentümer des Empire State Buildings verhindern wollten, dass 15 Penn Plaza gebaut wird. Sie verwiesen darauf, dass der neue Bau durch seine Größe die Skyline Manhattans zu sehr verändern würde. Der Antrag auf Baugenehmigung wurde im New Yorker Stadtrat dennoch mit passabler Mehrheit gebilligt. Das Projekt wurde im Dezember 2011 durch den Besitzer Vornado Realty Trust auf Eis gelegt, da die durch die schlechte Wirtschaftslage zu erwartenden Mieteinnahmen den Bau des Wolkenkratzers nicht gewinnbringend erscheinen ließen. Stattdessen wurde geplant, das Hotel Pennsylvania zu renovieren.
Am 5. Februar 2013 wurde bekannt, dass Vornado beabsichtigte, sich von dem Projekt auf unbestimmte Zeit zu trennen und somit eine Sanierung des Hotels vorzog. Am 6. August 2014 bestätigten sich Gerüchte, wonach der Turm doch gebaut werden sollte. Das zuerst vom Architekten César Pelli entworfene 15 Penn Plaza wurde 2020 vom Architekten Rafael Viñoly unter der neuen Bezeichnung „PENN 15“ neu konzipiert. Anfang 2023 veröffentlichten Foster + Partners und Vornado Realty Trust ein neues Rendering mit der Gebäudehöhe von 1200 Fuß (365,8 m), 250.838 m² Bürofläche und 58 Stockwerken, wobei die beiden untersten Etagen die Lobby und die zwei obersten Etagen Technikräume enthalten sollten.
Zwecks Bauvorbereitung begannen im Januar 2022 die Abrissarbeiten am Hotel Pennsylvania, das 2020 im Zusammenhang mit der COVID-19-Pandemie dauerhaft geschlossen worden war. Bis Juni 2023 wurden alle Stockwerke oberhalb des Sockels abgebrochen, im Spätsommer war der Abriss beendet.
Vornado Realty Trust stellte im Februar 2024 in Aussicht, wegen generell geringer Nachfrage nach neuen Büroflächen und infolgedessen geänderter Planungen für das Umfeld der Penn Station den Baubeginn verschieben und das Grundstück mit einem ebenerdigen Veranstaltungsgelände zwischennutzen zu wollen. Daraufhin stellten Foster + Partners und Vornado Realty Trust im Juni 2024 ein neues Rendering für Penn 15 vor, die eine Höhe von 304,8 Meter, 50 Etagen und 205.000 m² Bürofläche vorsehen.